# Arthur Wing Pinero
Sir Arthur Wing Pinero, né le 24 mai 1855 à Londres où il meurt le 23 novembre 1934, est un dramaturge et metteur en scène anglais, auteur dans le genre théâtral New drama, d'une cinquantaine d'œuvres. 

## Biographie
Ayant d'abord commencé des études de droit, il les abandonne pour se consacrer au théâtre. Il obtient le succès grâce à la finesse et la subtilité de ses farces (Le Magistrat, 1885, Richard le Dandy, 1887). Un « théâtre de société » qu'il désirait résolument respectable et sérieux, grâce notamment à l'influence de Thomas William Robertson, et qui pourtant se révèle de peu d'envergure et fort mal vieillissant. Certaines pièces échappent cependant à ce sort, comme La seconde Mme Tanqueray (1893).